# Andrzej Chodubski
Andrzej Jan Chodubski (ur. 1 stycznia 1952 w Grabienicach Małych, zm. 6 lipca 2017 w Gdańsku) – polski politolog, profesor nauk humanistycznych, profesor zwyczajny Uniwersytetu Gdańskiego. Specjalista w zakresie metodologii badań politologicznych.

## Życiorys
W latach 1971–1976 odbył studia historyczne na Uniwersytecie Gdańskim. W 1996 uzyskał tytuł naukowy profesora nauk humanistycznych. Był członkiem Komitetu Nauk Politycznych Polskiej Akademii Nauk (w randze zastępcy przewodniczącego) i recenzentem arkuszy maturalnych z wiedzy o społeczeństwie w Wydziale Egzaminu Maturalnego Centralnej Komisji Egzaminacyjnej. W 2001 otrzymał Nagrodę im. Ireny i Franciszka Skowyrów na KUL. Został pochowany na Cmentarzu Garnizonowym w Gdańsku (kw. 20, rząd 11, grób 17).

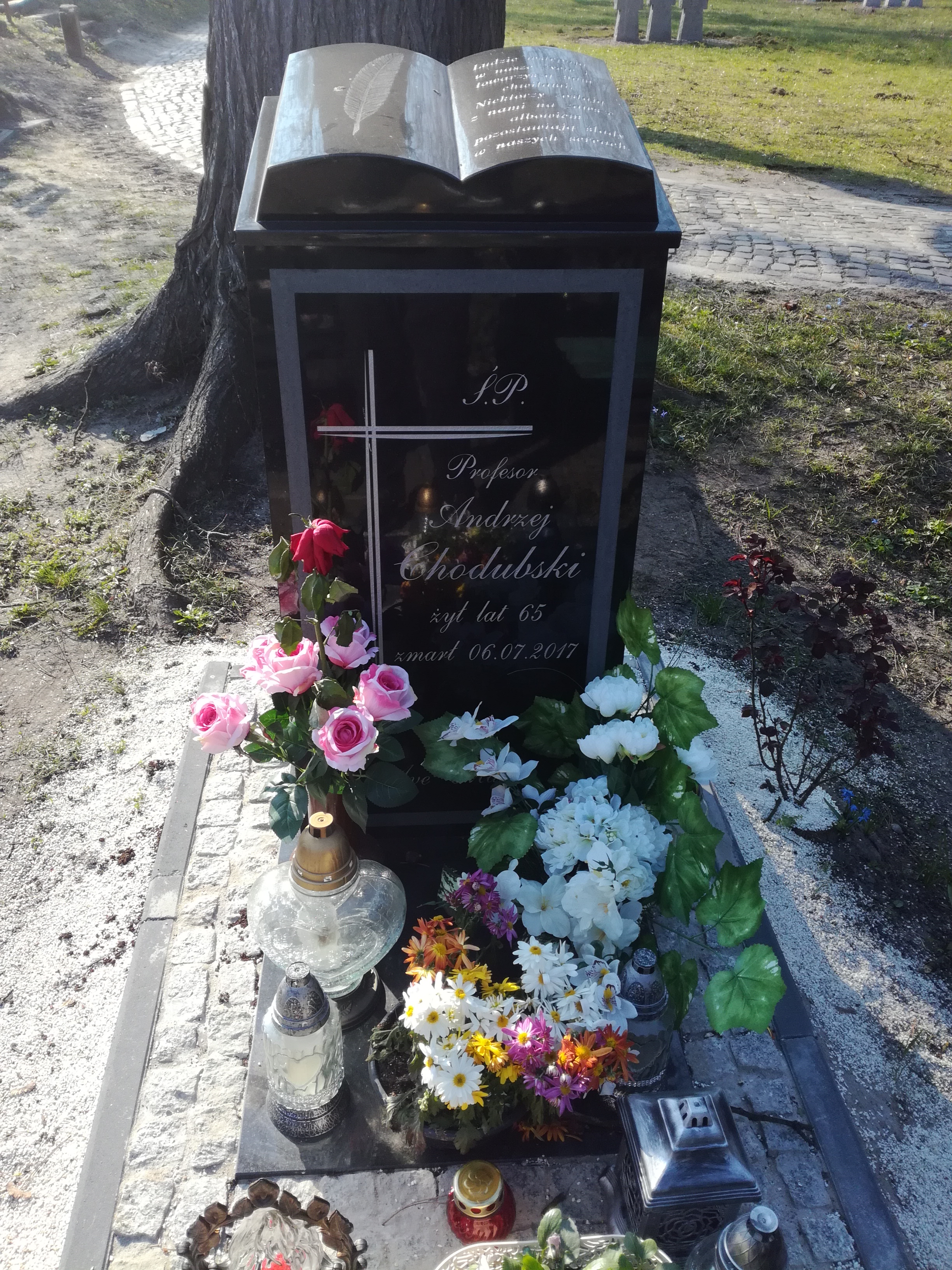
Grób profesora Andrzeja Chodubskiego na Cmentarzu Garnizonowym w Gdańsku